# Panzerfaust
Panzerfaust là một dòng vũ khí chống tăng cá nhân được quân đội Đức Quốc xã chế tạo và sử dụng trong chiến tranh thế giới thứ 2.

## Nguyên lý hoạt động (Faustpatrone)

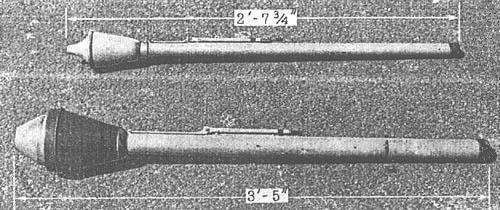
Faustpatrone 30 (trên) và Panzerfaust 60 (dưới)

Phiên bản đầu tiên của Panzerfaust mang tên là Faustpatrone 30. Nó được các kỹ sư Đức Quốc xã phát triển vào mùa hè năm 1942. Về cơ bản thì Faustpatrone 30 là một ống phóng đạn dạng súng không giật.
Thân Faustpatrone 30 là một ống rỗng. Đầu đạn được lắp ở một đầu ống. Trong ống có chứa thuốc nổ đen. Khi kim hỏa trên thân ống đập vào hạt lửa (khi bóp cò) thì thuốc nổ đen cháy, tạo một lực đẩy về cả hai hướng của ống. Tại đầu ống lắp đạn, viên đạn sẽ bị đẩy đi về phía mục tiêu, còn tại đầu trống của ống thì thuốc cháy phụt ra sẽ cân bằng lực giật.

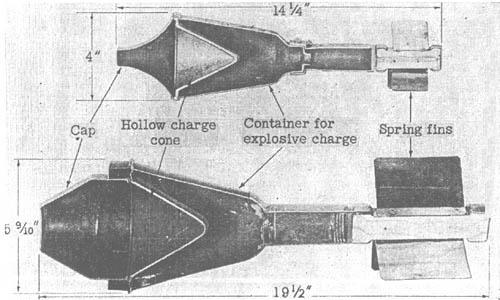
Đầu đạn loại liều nổ lõm của Faustpatrone 30 (trên) và của Panzerfaust 60 (dưới).

Đầu đạn của Faustpatrone 30 là một đầu đạn HEAT liều nổ lõm. Nó được dùng chủ yếu để xuyên giáp xe tăng. Khoảng cách tấn công của Faustpatrone 30 vào khoảng 30m.
Các Panzerfaust 30/60/100/150 đều có nguyên lý cấu tạo như vậy, nhưng được cải tiến để tăng sức xuyên phá và tầm bắn. Phát triển cuối cùng là Panzerfaust 250 có cấu tạo súng khác đi, nhưng nguyên lý vẫn giữ nguyên như vậy.
Các vũ khí này đều dùng một lần rồi bỏ (trừ Panzerfaust 250).

## Đặc điểm của các phiên bản
| Tên súng        | Trọng lượng | Thuốc phóng | Đầu đạn Ø | Vận tốc đạn Vmax | Khoảng cách bắn | Xuyên giáp |
| --------------- | ----------- | ----------- | --------- | ---------------- | --------------- | ---------- |
| Faustpatrone 30 | 2.7–3.2 kg  | 70 g        | 100 mm    | 28 m/s           | 30 m            | 140 mm     |
| Panzerfaust 30  | 6.9 kg      | 95–100 g    | 149 mm    | 30 m/s           | 30 m            | 200 mm     |
| Panzerfaust 60  | 8.5 kg      | 120–134 g   | 149 mm    | 45 m/s           | 60 m            | 200 mm     |
| Panzerfaust 100 | 9.4 kg      | 190–200 g   | 149 mm    | 60 m/s           | 100 m           | 200 mm     |
| Panzerfaust 150 | 6.5 kg      | 190–200 g   | 106 mm    | 85 m/s           | 150 m           | 280–320 mm |

## Lịch sử sử dụng
Trong các trận chiến ở Normandy năm 1944, số xe tăng Đồng minh bị bắn hỏng bởi Panzerfaust chỉ chiếm 6% tổng số xe tăng bị bắn hỏng. Trên chiến trường quang đãng, tầm bắn của Panzerfaust quá thấp khiến binh sĩ Đức chưa kịp áp sát xe tăng quân Đồng minh thì đã bị hạ bởi súng máy và đạn pháo phá mảnh.
Tuy nhiên, trong các trận đánh ở khu vực đô thị, nơi bộ binh có nhiều nơi để ẩn nấp, số lượng xe tăng Đồng minh bị bắn hạ bởi Panzerfaust lên tới 70% trong số các xe tăng bị hạ (cả phía Tây và phía Đông).
Tới cuối cuộc chiến, lực lượng dân quân tự vệ của Đức được trang bị rất nhiều loại súng này. Không chỉ dùng để chống tăng, nó còn được dùng để bắn vào bộ binh và thậm chí còn sử dụng như chùy để đập khi cận chiến.
Lực lượng Liên Xô đã cố gắng bảo vệ các xe tăng trước Panzerfaust bằng cách lắp thêm các tấm lưới sắt quanh xe, nhưng thử nghiệm cho thấy giải pháp này cũng chỉ có tác dụng hạn chế. Cho nên cuối cùng, họ đã dùng chiến thuật sử dụng bộ binh đi cùng xe tăng để quét sạch các tòa nhà, hoặc cho xe dừng lại cách mục tiêu khoảng 300m và nã đạn pháo vào mục tiêu từ xa (ở cự ly này thì Panzerfaust không bắn tới).

## Các nước sử dụng

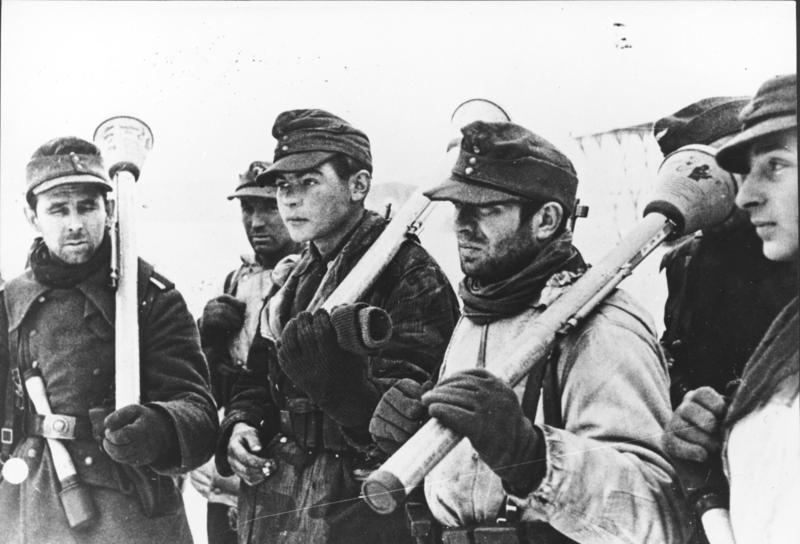
Panzerfaust được dùng bởi lính Đức năm 1945.

- Đức Quốc xã
- Bulgaria
- Phần Lan
- Hungary
- Romania
- Italy
- Ba Lan (chiếm được)
- Liên Xô (chiếm được)
- Hoa Kỳ (chiếm được)

## Phiên bản
- Fanzerfaust 30 klein ("small") hay là Faustpatrone.
- Panzerfaust 30.
- Panzerfaust 60.
- Panzerfaust 100.
- Panzerfaust 150.
- Panzerfaust 250: là phiên bản cuối cùng, sản xuất sau chiến tranh (tháng 9 năm 1945). Phiên bản này khác hoàn toàn các phiên bản trước đó.

## Phát triển liên quan
RPG-1 là bản sao của Panzerfaust 250.
RPG-2 gần như giống hệt với Panzerfaust 250.

## Hình ảnh

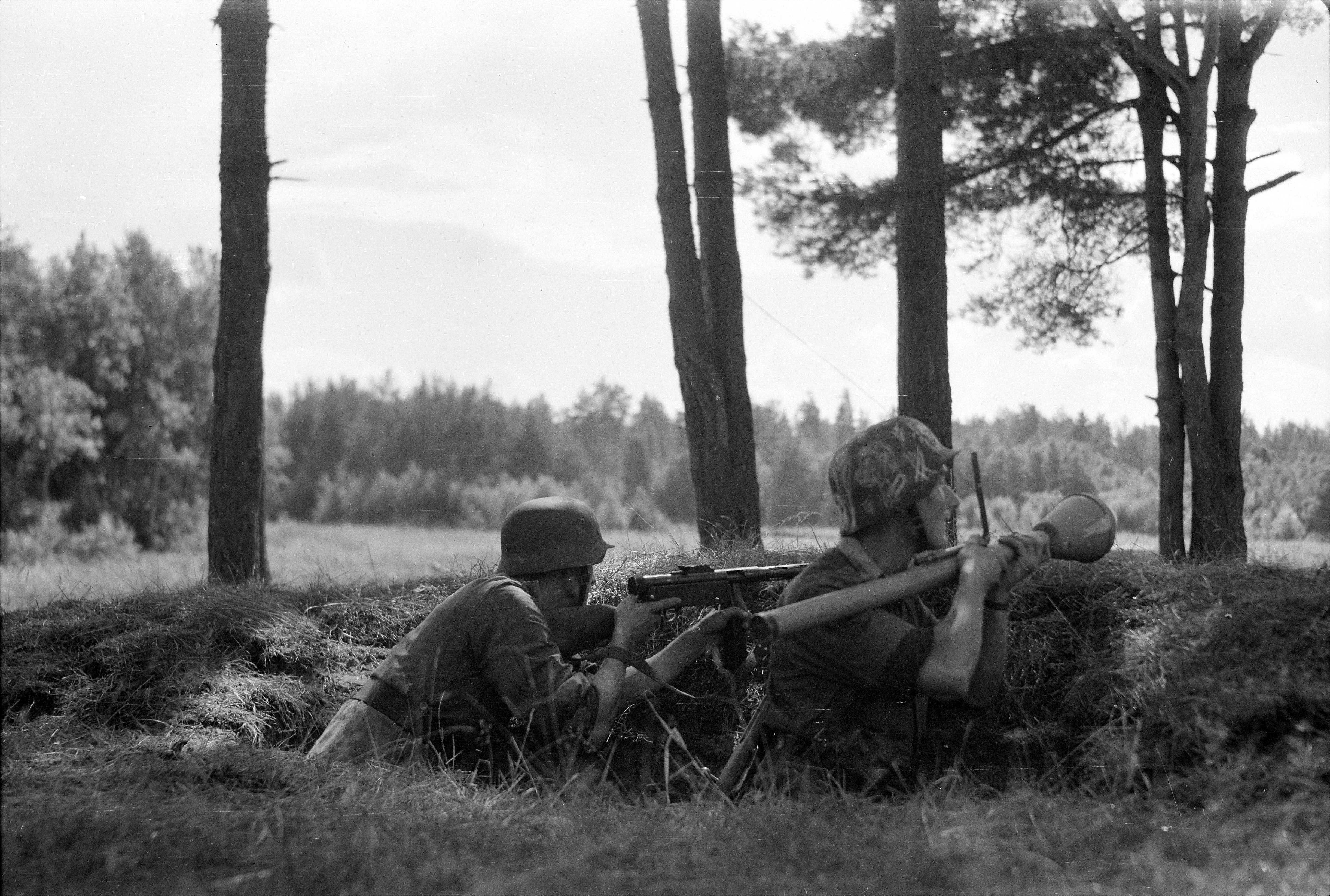
Binh sĩ Phần Lan sử dụng Panzerfausts.
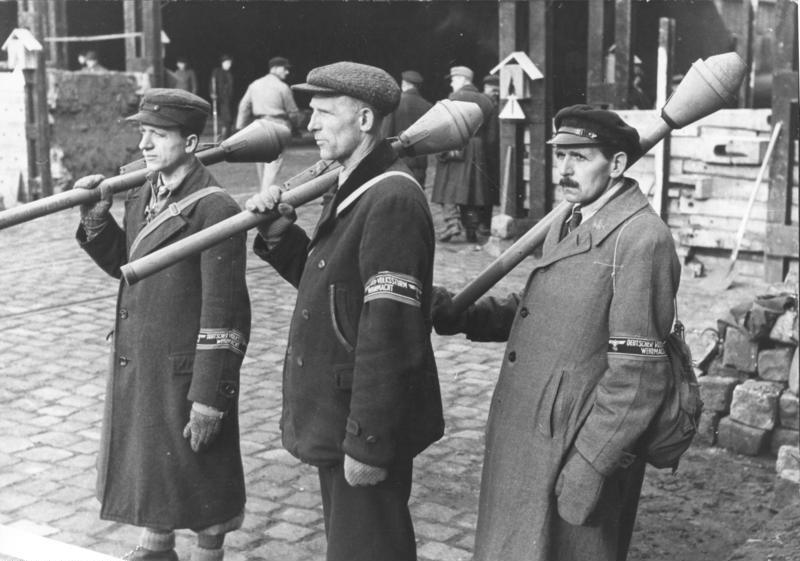
Dân quân tự vệ người Đức mang Panzerfausts tại Berlin, tháng 3 năm 1945.
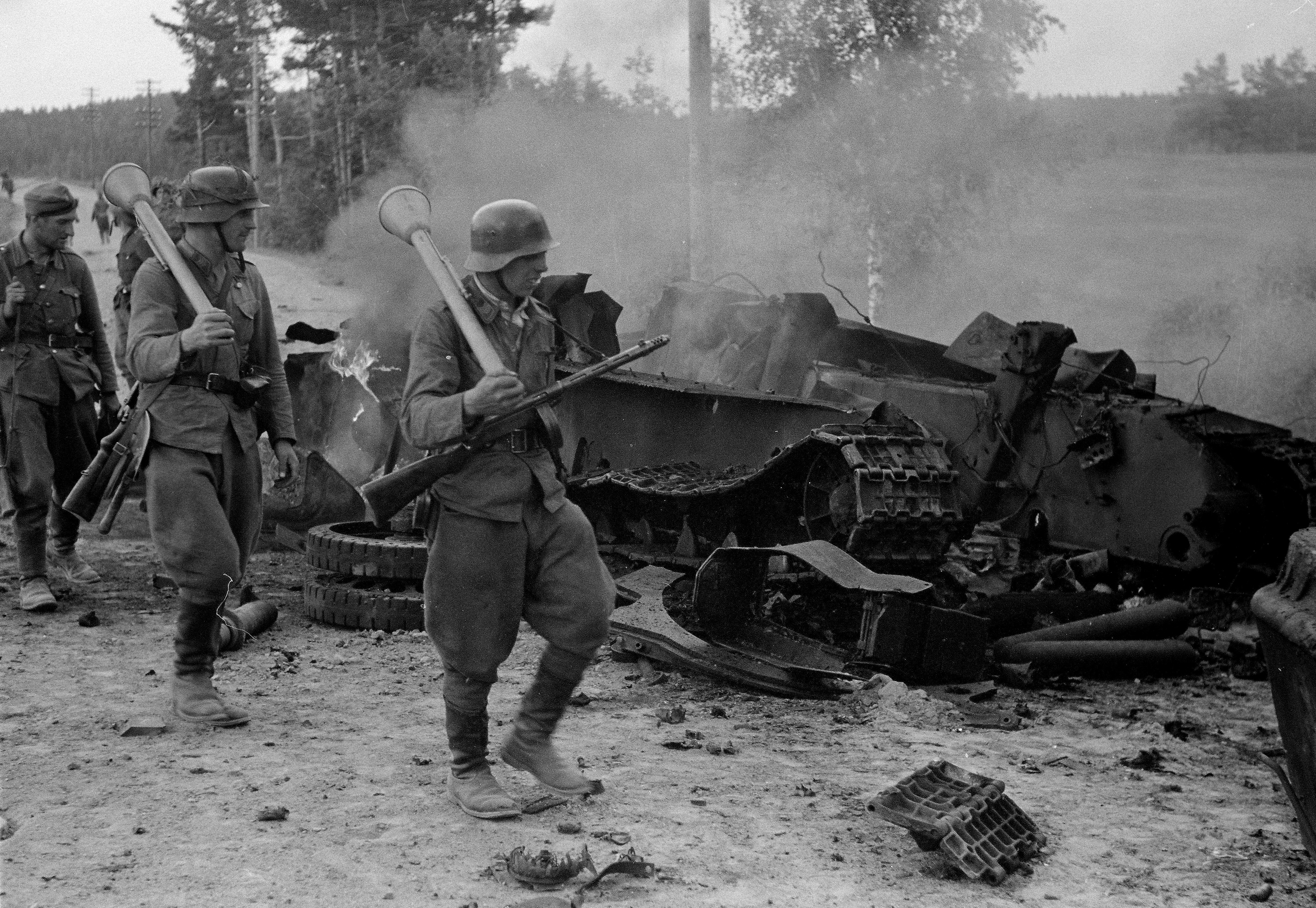
Binh lính Phần Lan đi ngang qua xác một chiếc T-34 bị bắn hỏng trong trận Tali-Ihantala.
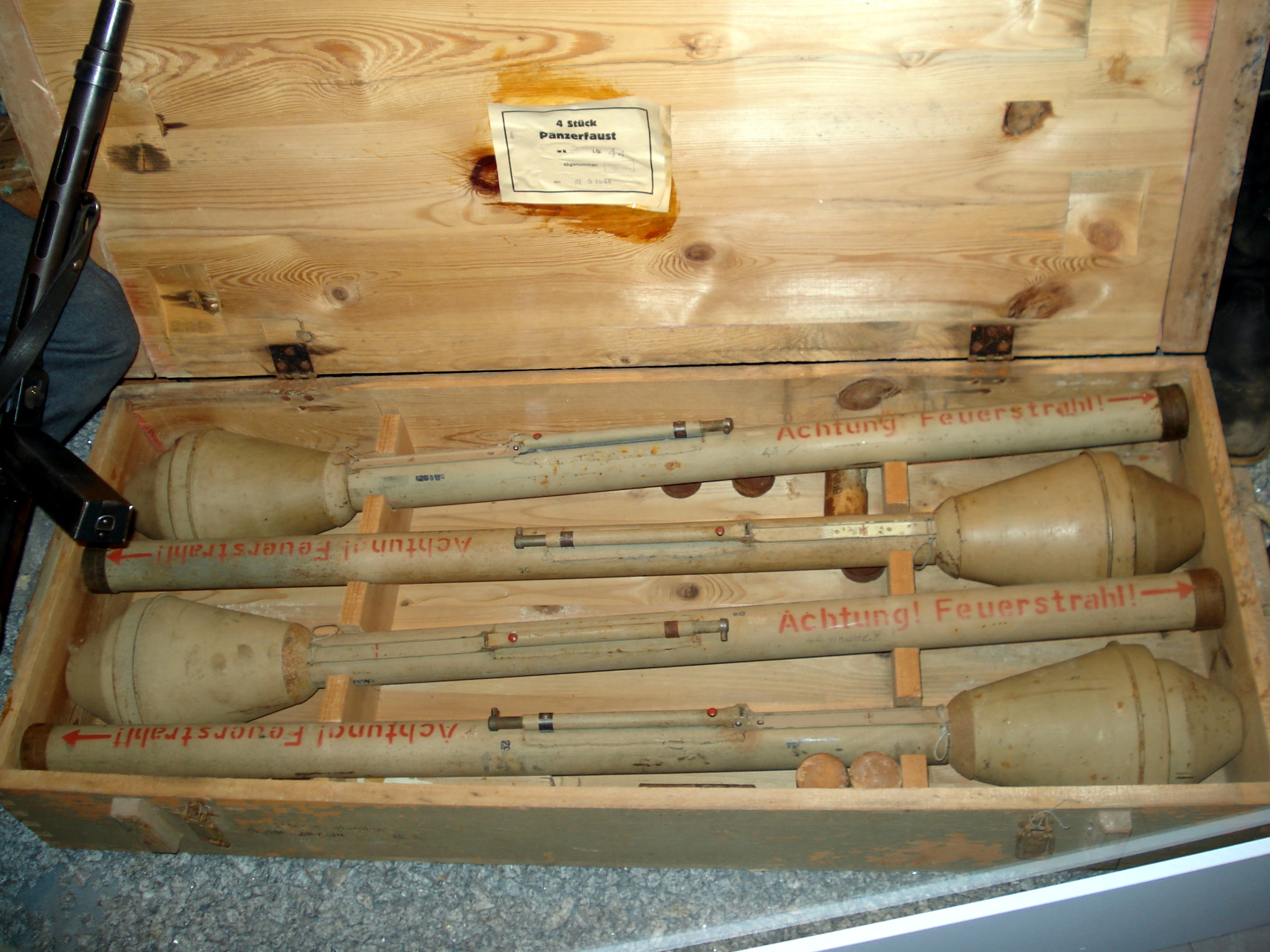
Thùng gỗ nguyên bản, chứa 4 Panzerfaust 30, trưng bày tại bảo tàng Helsinki Military Museum.